# Chiesa dei Santi Filippo e Giacomo (Selvino)
La chiesa dei Santi Filippo e Giacomo è un luogo di culto cattolico di Selvino, in provincia e diocesi di Bergamo, inserita nel vicariato di Selvino-Serina. Fu elevata a parrocchia già dal XV secolo.

## Storia
Il vescovo di Bergamo, Vittore Soranzo nel suo registro censuario, stilato tra il 1550 e il 1558, includeva la chiesa dedicata ai santi Filippo e Giacomo di Selvino come fondata il 30 agosto 1478 con atto rogato dal notaio Filippo de Grigis. La chiesa faceva parte del giuspatronato della diocesi bergamasca, e  della pieve di San Giovanni Battista di Dossena come decretato dal II concilio provinciale voluto nel 1564 dal vescovo Federico Corner come suo I sinodo a Bergamo. L'appartenenza alla pieve di Dossena fu confermata dal III sinodo del 1574 come indicato nel testo: Acta synodalia bergomensis ecclesiae con altri venti chiese del territorio, appartenenza confermata negli atti della visita pastorale di cardinale Gregorio Barbarigo del 1658. Il documento stilato dal cancelliere Giovanni Giacomo Marenzi del 1666-1667: Sommario delle sacre chiese di Bergamo e diocesi riporta la chiesa facente parte della pieve di Dossena.
Nella visita pastorale di san Carlo Borromeo del 26 settembre 1575, la chiesa viene indicata come parrocchia, conferma la presenza di un edificio in buono stato, dotato di cinque altari e indicando come diritto di giuspatronato la vicinia di Selvino, che offriva soldi per il buon mantenimento dell'edificio e del clero, nella persona di un curato mercenario. Dal 1734 la chiesa risulta indipendente e sede della circoscrizione ecclesiastica con gli oratori di Salmezza, quello vicino di San Rocco, e della piccola chiesa dedicata a Santa Maria della Neve, con un curato sempre mantenuto dal comune e cinque altri sacerdoti.
L'edificio fu ammodernato e restaurato con il rifacimento del presbiterio e del coro ligneo nel XIX secolo venendo consacrato e intitolato ai santi Filippo e Giacomo il Maggiore dal vescovo Pietro Luigi Speranza il 20 giugno 1861. Nel primo decennio del XX secolo la chiesa venne ampliata con la fine lavori il 13 settembre 1929. Ulteriori lavori di decoro e di ammodernamento furono realizzati fino agli ultimi anni del Novecento.
Con decreto del 27 maggio 1979 la chiesa entrò nel vicariato di Selvino-Serina.

## Descrizione

### Esterno
La chiesa si presenta nel tradizionale orientamento a est preceduta dal porticato edificato nel Novecento su disegno di Luigi Angelini avente tre aperture a tutto sesto per lato alternate a edicole vuote con l'apertura centrale più ampia terminante dal piccolo timpano triangolare e sorrette da colonnine in ceppo di Poltragno. Il porticato collega alla parte inferiore della facciata con il portale centrale con paraste in conci di pietra.

La facciata prosegue con una sezione più alta, che dal tetto del porticato termina con il tetto a capanna. Questa parte è divisa in tre sezioni da lesene con capitelli corinzi che sorreggono il doppio timpano rettangolare nella parte centrale e spezzato nelle due parti laterali. Le statue dei santi Filippo e Giacomo il Maggiore sono poste nelle due grandi nicchie laterali con al centro il rosone.

### Interno
La navata unica è divisa in due parti: la prima è il frutto dei lavori eseguiti su progetto di Luigi Angelini. Questa è divisa in due campate da tre lesene che sorreggono le arcate a tutto sesto e la volta a tazza ellittica. Lateralmente vi sono spazi sfondati atti a ospitare gli altari e gli ingressi laterali. L'aula prosegue con la parte più antica. A destra si trova l'altare dedicata al Santissimo Crocifisso e al Sacro Cuore di Gesù, e a sinistra divisi dal pulpito vi sono gli altari di san Luigi e della Madonna del Rosario. Questa seconda parte dell'aula ha la volta con copertura a tazza con base semicircolare. 
L'aula termina con il presbiterio a pianta quadrata a cui si accede da tre gradini. La volta a pianta circolare è sostenuta da quattro archi. Il coro ligneo realizzato nell'Ottocento conclude la zona absidale. La chiesa conserva affreschi e tele alcune provenienti dall'antica chiesa, tra questi una croce in rame argentato del Quattrocento.